# Salvelinus kronocius
Salvelinus kronocius és una espècie de peix de la família dels salmònids i de l'ordre dels salmoniformes. Viu en zones d'aigües temperades a Kamtxatka (Rússia).